# Polibio Mayorga
Luis Polibio Mayorga Acurio ist ein Songwriter, Akkordeonist und Keyboarder aus Ecuador.
In den 1960er und 1970er Jahren war Mayorga ein produktiver Autor und Interpret der Música Tropical in Ecuador.
Sein Lied Cumbia Triste aus dem Jahr 1967 gilt als die erste originale ecuadorianische Cumbia.
Mayorga hat Musik unter seinem eigenen Namen und unter Pseudonymen veröffentlicht sowie mit den Gruppen Quinteto Casino und Los Locos del Ritmo.
In den 1970er Jahren hat Mayorga für die Plattenlabels Fadisa und Profona in Quito gearbeitet.

## Leben
Polibio Mayorga wurde am 19. Januar 1932 in Chisalata (heute Atahualpa), einem Stadtteil von Ambato, Ecuador, geboren.
Zuerst lernte er das Keyboardspiel auf der Orgel eine Kirche, die bei dem 1949 Erdbeben in Ambato zerstört worden war.
Mayorgas erste Aufnahmen wurden in einem öffentlich-rechtlichem Rundfunk namens „Canciones del Ecuador“ gemacht.
Von 1966 bis 1969 leitete er das Quinteto Casino, eine Musikgruppe aus Quito.
Mayorga's Lied Cumbia Triste aus dem Jahr 1967 gilt als die erste originale ecuadorianische Cumbia.
Das Lied war international erfolgreich, und mehrere Künstler nahmen Coverversionen auf, darunter Lisandro Meza, Los Hispanos und Sonido Gallo Negro.
1969 wurde Mayorga eingeladen, sich der Band Los Locos del Ritmo aus Quito anzuschließen. Er spielte mit ihnen bis 1972.
Bei einer Reise nach New York hat Mayorga einen Moog-Synthesizer gekauft.
Sein erstes Lied, bei dem der Moog zum Einsatz kam, war der 1974er-Hit Ponchito de Colores, der laut Mayorga von seiner Frau komponiert wurde.
Mayorga spielte den Moog auch auf seinem 1974er Album La Farra Es Aquí.
1973 verließ Mayorga Los Locos del Ritmo und arbeitete für das Plattenlabel Fadisa (Fábrica de Discos, S.A.) in Quito.
Dort veröffentlichte er Platten wie A Mi Maestra Con Cariño (1976) von Olmedo Torres, seinem Bandkollegen von Los Locos del Ritmo.
Mayorga arbeitete auch für das Plattenlabel Profona (Producciones Fonográficas Nacionales).
Irgendwann war Mayorga in den ecuadorianischen Musikcharts so dominant, dass er begann, Musik unter Pseudonymen zu veröffentlichen, um die Illusion von Vielfalt zu erzeugen.
Zu den Pseudonymen gehörten Lupe Meléndez und Junior y su Equipo.
Mayorga lebt seit 1985 in den Vereinigten Staaten.
Im Jahr 2023 wurde eine Kompilation von Mayorgas Lieder aus den 1970er Jahren mit dem Titel Ecuatoriana: El Universo Paralelo de Polibio Mayorga 1969–1981 von der deutschen Plattenlabel Analog Africa veröffentlicht.
Mojo beschreibt die Kompilation als „eine verrückte Klanggeschichte über die Mission eines Mannes, die ecuadorianische Musikszene zu modernisieren.“

## Musikalischer Stil
Mayorga schrieb Musik in vielfältige Stilen. Seine ersten Erfolge hatte er mit Música Tropical, insbesondere mit den kolumbianischen Stilen Porro und Cumbia.
Er hat zur Entwicklung des Cumbia-Stils der Anden, auch Chicha genannt, in Ecuador beigetragen.
Die Musikzeitschrift Vice schreibt, dass Mayorga auch Sanjuanitos, Pasillos, Tangos, Boleros und Vallenatos komponiert hat.
Zu Mayorgas Kompositionen gehören Cumbia Triste (die als die erste originale ecuadorianische Cumbia gilt), sowie Con Mi Guitarra, Maridito de Oro, Casita de Pobres und El Agua Loca.

## Diskografie

### Studioalben
- La Farra Es Aquí (1974)

### Kompilationen
- Ecuatoriana: El Universo Paralelo de Polibio Mayorga 1969–1981 (2023, Analog Africa)